# Farhan Akhtar
 (mai 2015).
Pour les articles homonymes, voir Akhtar.
Farhan Akhtar est un réalisateur, scénariste, acteur et producteur indien né le 9 janvier 1974 à Bombay. Apprécié du public et des critiques dès sa première réalisation, Dil Chahta Hai, et sa première interprétation, Rock On!!, c'est l'un des personnages les plus polyvalents et les plus prometteurs de la jeune génération de Bollywood.
Il est le fils du poète et parolier Javed Akhtar et de la scénariste Honey Irani et le frère de la réalisatrice Zoya Akhtar.

## Biographie
Farhan Akhtar est né le 9 janvier 1974 dans une des familles importantes de Bollywood. En effet, il est le petit-fils du célèbre poète ourdou Jan Nisar Akhtar, le fils du poète, parolier et scénariste Javed Akhtar et de la scénariste et réalisatrice Honey Irani et sa sœur, Zoya est également réalisatrice. En outre, il est le beau-fils de Shabana Azmi, seconde épouse de son père, et le cousin de la chorégraphe et réalisatrice Farah Khan. Il est marié à Adhuna Bhabani Akhtar dont il a deux filles, Shakya et Akira[réf. nécessaire].
Il étudie à Bombay, d'abord à la Maneckji Cooper School puis au H.R. College où il commence, sans les achever, des études de commerce.

## Carrière
Farhan Akhtar apparaît pour la première fois sur un plateau de cinéma à l'âge de 17 ans en tant qu'assistant du directeur de la photographie Manmohan Singh sur Lamhe (Yash Chopra, 1991) puis, après quelques années d'inactivité au cours desquelles il visionne jusqu'à deux films par jour, il est assistant réalisateur de Pankaj Parashar pour Himalayputra (1997) ; il travaille ensuite pendant trois ans à la télévision où il n'occupe pas de poste fixe.
Réalisateur et scénariste
Farhan Akhtar écrit et réalise son premier film, Dil Chahta Hai, en 2001. Il y décrit la vie de trois jeunes gens modernes, interprétés par Aamir Khan, Saif Ali Khan et Akshaye Khanna, qui, au sortir de l'université s'interrogent sur leur avenir, l'amitié, l'amour... C'est un succès critique et public, surtout auprès des jeunes qui, appréciant son ton novateur et se reconnaissant dans ces personnages décontractés, en font un film culte.
Avec son deuxième long métrage, Lakshya, écrit par son père, Farhan Akhtar aborde de nouveau les questionnements de la jeunesse en racontant la vie d'un jeune homme, interprété par Hrithik Roshan, qui cherche un but à sa vie et finit par le trouver en s'engageant dans l'armée. Ce deuxième opus ne suscite pas le même enthousiasme que Dil Chahta Hai mais une réponse modérée des critiques qui retiennent surtout les performances techniques. Le film est cependant un succès qui se classe 6e au box office indien.
En 2006, Farhan Akhtar écrit et réalise le remake de Don, énorme succès de 1978 avec Amitabh Bachchan et scénarisé par son père. Cette version moderne, intitulée Don : La Chasse à l'homme avec la superstar Shahrukh Khan dans le rôle-titre, est un film beaucoup plus sombre et ambigu que l'original dans lequel le réalisateur prend quelques libertés avec l'histoire de départ, en particulier le coup de théâtre final. Malgré les critiques qui préfèrent la version de 1978, le film devient un des plus gros succès de l'année. Cela amène Farhan Akhtar à réaliser une suite en 2011, Don 2, tournée à Berlin et en Malaisie avec les mêmes acteurs : Shahrukh Khan, Boman Irani et Priyanka Chopra. Le film connait un beau succès populaire et recueille des critiques dans l'ensemble positives.
Acteur
En 2008, Farhan Akhtar joue dans The Fakir of Venice d'Anand Surapur dans lequel il est chargé d'accompagner un fakir, toxicomane et alcoolique, jusqu'à Venise pour qu'il se produise dans une manifestation artistique. Le film ne connaît qu'une sortie confidentielle mais il permet à Farhan Akhtar de côtoyer Annu Kapoor, acteur expérimenté, auprès duquel il apprend beaucoup.
Les véritables débuts de Farhan Akhtar sur les écrans indiens se font la même année avec Rock On!! d'Abhishek Kapoor aux côtés d'Arjun Rampal. Le film raconte l'histoire des quatre membres d'un groupe de rock qui ont renoncé à leurs ambitions musicales pour mener une vie d'adultes responsables dans laquelle ils s'étiolent. La prestation de Farhan Akhtar, dans le rôle du leader du groupe à la longue chevelure, lui permet de recevoir le Prix du meilleur espoir masculin aux Filmfare Awards 2009 et d'être particulièrement remarqué par les critiques qui apprécient le film. Tout comme pour Dil Chahta Hai, le jeune public urbain fait un triomphe au film.
En 2009, Farhan Akhtar tourne dans la première réalisation de sa sœur Zoya, Luck by Chance dans lequel il interprète un jeune homme luttant pour percer dans le milieu du cinéma. Puis en 2010, il joue dans Karthik Calling Karthik de Vijay Lalwani avec Deepika Padukone. Si les deux films retiennent l'attention des critiques, ils ne rencontrent guère la faveur du public. Devenu un acteur très demandé, il tourne ensuite dans Dhruv de Sudhir Mishra avec Kareena Kapoor et Gulel de la réalisatrice bengalie Aparna Sen avec Ranbir Kapoor. En 2011, il joue de nouveau sous la direction de sa sœur dans Zindagi Na Milegi Dobara aux côtés de Hrithik Roshan et Abhay Deol. Ce road movie devient l'un des plus gros succès de l'année, recueille de bonnes critiques et domine les nombreuses cérémonies indiennes de remise de prix ce qui permet à Farhan Akhtar de recevoir le prestigieux Filmfare Award du meilleur second rôle masculin.
Producteur
En 1999, avec Ritesh Sidwani, il fonde sa maison de production Excel Entertainment Pvt. Ltd. grâce à laquelle il finance ses films, Dil Chahta Hai, Lakshya, Don puis Don 2. En 2007, il produit Honeymoon Travels Pvt. Ltd. de Reema Kagti, un film choral à succès avec entre autres Shabana Azmi, puis Positive, un court métrage sur le sida dont il est également le réalisateur. Il finance également les films de sa sœur, dans lesquels il a un rôle, Luck by Chance et Zindagi Na Milegi Dobara. À l'exception de The Fakir of Venice et Gulel, il produit tous les films dans lesquels il joue.

## Filmographie

### Comme réalisateur et scénariste
- 2001 : Dil Chahta Hai avec Aamir Khan, Saif Ali Khan et Akshaye Khanna
- 2004 : Lakshya avec Amitabh Bachchan, Hrithik Roshan et Preity Zinta (uniquement réalisateur)
- 2006 : Don : La Chasse à l'homme (Don) avec Shahrukh Khan, Priyanka Chopra et Boman Irani
- 2007 : Positive, court métrage
- 2011 : Don 2 avec Shahrukh Khan, Priyanka Chopra et Boman Irani

### Comme producteur
- 2001 : Dil Chahta Hai
- 2004 : Lakshya
- 2006 : Don : La Chasse à l'homme (Don)
- 2007 : Honeymoon Travels Pvt.Ltd de Reema Kagti
- 2008 : Rock On!! d'Abhishek Kapoor
- 2009 : Luck by Chance de Zoya Akhtar
- 2010 : Karthik Calling Karthik de Vijay Lalwani
- 2011 : Zindagi Na Milegi Dobara de Zoya Akhtar
- 2011 : Don 2
- En production : Dhruv de Sudhir Mishra

### Comme acteur
- 2008 : The Fakir of Venice de Anand Surapur
- 2008 : Rock On!! d'Abhishek Kapoor
- 2009 : Luck by Chance de Zoya Akhtar
- 2010 : Karthik Calling Karthik de Vijay Lalwani
- 2011 : Zindagi Na Milegi Dobara de Zoya Akhtar
- 2013 : Bhaag Milkha Bhaag de Rakeysh Omprakash Mehra : Milkha Singh
- 2014 : Shaadi Ke Side Effects (en) de Saket Chaudhary : Sid
- 2015 : Dil Dhadakne Do (en) : (en post-production)
- 2015 : Wazir (en) : (en production)
- 2016 : Three Stories (en)
- 2016 : Rock On!! 2 (en) :
- 2017 : Bombay Samurai (en) :

### Comme parolier
- 2004 : Coup de foudre à Bollywood de Gurinder Chadha

### Comme chanteur
- 2008 : Rock On!! d'Abhishek Kapoor
- 2011 : Zindagi Na Milegi Dobara de Zoya Akhtar

## Récompenses
National Awards
- 2002 : Meilleur film en hindi pour Dil Chahta Hai

Filmfare Awards
- 2002 : Prix des critiques du meilleur film et Meilleur scénario pour Dil Chahta Hai
- 2009 : Meilleur espoir masculin pour Rock On!!
- 2012 : Meilleur acteur dans un second rôle et Meilleur dialogues pour Zindagi Na Milegi Dobara

IIFA Awards
- 2012 : Meilleur second rôle masculin pour Zindagi Na Milegi Dobara

Star Screen Awards
- 2012 : Meilleure distribution d'ensemble avec Hrithik Roshan, Abhay Deol, Katrina Kaif et Kalki Koechlin ; Meilleur dialogues avec Javed Akhtar pour Zindagi Na Milegi Dobara

Zee Cine Award
- 2012 : Meilleur acteur dans un second rôle pour Zindagi Na Milegi Dobara